# Phi Tô
Phi Tô là một xã thuộc huyện Lâm Hà, tỉnh Lâm Đồng, Việt Nam.

## Địa lý
Xã Phi Tô có diện tích 77,28 km², dân số năm 2022 là 5.844 người, mật độ dân số đạt 75 người/km².

## Hành chính
Xã Phi Tô được chia thành 6 thôn: Lâm Nghĩa, Liên Hòa, Phi Sour, Phú Hòa, Quảng Bằng, Riông Tô.

## Lịch sử
Ngày 24 tháng 10 năm 1987, Hội đồng Bộ trưởng ban hành Quyết định số 157-HĐBT về việc chuyển xã Phi Tô thuộc huyện Đức Trọng về huyện Lâm Hà mới thành lập quản lý.
Ngày 11 tháng 12 năm 2015, HĐND tỉnh Lâm Đồng ban hành Nghị quyết số 151/2015/NQ-HĐND về việc thành lập thôn Thanh Hà trên cơ sở một phần của thôn Ryông Tô.
Ngày 21 tháng 1 năm 2020, HĐND tỉnh Lâm Đồng ban hành Nghị quyết số 166/NQ-HĐND về việc sáp nhập thôn Thanh Hà vào thôn Riông Tô.